# 陸奧國分寺
陸奧國分寺（むつこくぶんじ）是位在日本宮城縣仙台市的真言宗智山派寺院。山號「護國山」（ごこくざん）。本尊藥師如來、開基（創立者）為聖武天皇。藥師堂西南的準胝觀音堂是仙台三十三觀音的第25番札所。

## 歷史
天平13年（741年），聖武天皇發布「國分寺建立之詔」，在諸國建立的國分寺之一。

## 關連項目
- 國分寺
- 伊達政宗